# اندیس کوه کمر سبز
کوه کمر سبز یک اندیس غیرفلزی است که در حوالی شهر خواف استان خراسان قرار دارد و مادهٔ معدنی موجود در آن، باریت است.  